# Aleksandr L'vovič Parvus
Aleksandr L'vovič Parvus, pseudonimo di Izrail' Lazarevič Gel'fand (russo: Александр Львович Парвус; Berezino, 8 settembre 1867 – Berlino, 12 dicembre 1924), è stato un rivoluzionario russo naturalizzato tedesco.

## Biografia
Izrail' Lazarevič Gel'fand, ricordato soprattutto con lo pseudonimo Parvus, nacque da genitori ebrei l'8 settembre 1867 a Berezino, in Bielorussia. Passò parte della gioventù ad Odessa (nell'odierna Ucraina, dove si associò a circoli rivoluzionari ebraici (Der Bund).
Nel 1900 conobbe Lenin nell'esilio e nel 1905 svolse un ruolo di primo piano nella fallita rivoluzione antizarista. 
La tesi della rivoluzione permanente, generalmente attribuita a Trockij a partire da un suo articolo del 1905 sul quotidiano rivoluzionario Iskra, sarebbe in realtà stata ispirata da Parvus e dalla sua conoscenza di un articolo di Franz Mehring sulla Neue Zeit di quello stesso anno.
Condannato ai lavori forzati, riuscì a fuggire in Germania e riprese i contatti con i rivoluzionari russi, nonché con i servizi segreti di quel Paese. In questa veste svolse un ruolo nel 1917, nel rientro di Lenin in Russia mediante il vagone piombato che dalla Svizzera passò per l'impero tedesco, fino ad arrivare alla stazione di Finlandia nella città di Pietrogrado.
Al rientro in Germania, pur avendo antichi rapporti coi suoi vertici non aderì all'insurrezione della Lega spartachista. Morì a Berlino nel dicembre 1924.

## Pensiero e opere

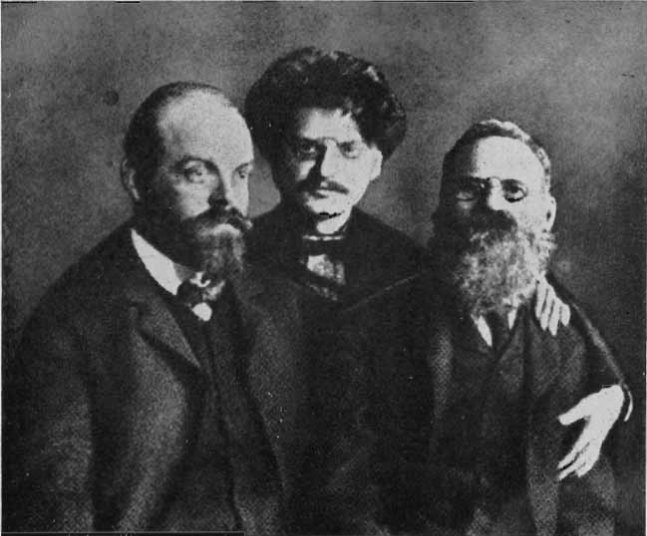
Parvus insieme a Lev Trockij e Leo Deutsch nel 1906

Gel'fand ebbe un ruolo importante nella discussione che ebbe luogo fra i socialdemocratici sia in Germania che in Russia prima, durante e dopo la Rivoluzione russa del 1905. Gli articoli scritti in questo periodo furono raccolti nel volume Rossija i Revoljucija del 1906.
Nell'agosto 1904 Parvus intervenne nel dibattito sullo sciopero generale con un articolo sulla Leipziger Volkszeitung, in cui sosteneva che tale forma di lotta avesse carattere politico e non economico, in quanto diretta contro lo Stato e non contro i capitalisti, dal momento che tendeva alla paralisi dello Stato mediante l'interruzione delle comunicazioni oltre che della produzione. Parvus prevedeva inoltre che lo sciopero generale avrebbe costituito il primo atto della rivoluzione, e concludeva l'articolo affermando che era esso stesso una rivoluzione, senza l'uso delle armi. Le vecchie rivoluzioni, infatti, si svolgevano nella capitale perché attaccavano il governo, mentre lo sciopero generale si sarebbe rivolto contro l'intero apparato statale e avrebbe avuto come teatro l'intero paese. 
Fra il 1904 e il 1905 Parvus scrisse alcuni articoli sulla Iskra, in cui analizzando le conseguenze della guerra russo-giapponese previde lo scoppio della rivoluzione in Russia e, approfondendo la natura di tale rivoluzione, elaborò la teoria della rivoluzione permanente. Nel primo di questi articoli non solo prevedeva con qualche mese di anticipo lo scoppio della Rivoluzione del 1905, ma pronosticava anche il ruolo di avanguardia del socialismo che avrebbe assunto la Russia. 
Nell'ottobre 1905 scrisse un articolo sulla Leipziger Volkszeitung sulla guerra mondiale che si stava preparando e ne individuava la causa profonda negli interessi convergenti di certi settori industriali legati alla produzione bellica, con quelli dell'aristocrazia degli imperi centrorientali. Fino ad allora, secondo Parvus, si era avuta una "pace della paura", ma il teorico rivoluzionario prevedeva che si stesse arrivando ad una guerra imperialistica, che trovava origine nell'emergere delle potenze economiche tedesca e americana, sempre più impegnate anche nel colonialismo marittimo, e nella conseguente sfida all'egemonia mondiale della Gran Bretagna.
Nello stesso 1905 scrisse sulla stampa tedesca alcuni saggi di analisi della rivoluzione in corso in Russia. Individuò innanzitutto la differenza fra il corso storico in Russia e in Occidente nel fatto che la prima avesse seguito un modello di sviluppo "cinese", che avesse, cioè, una borghesia mercantile, ma non una borghesia professionale, colta: ed era quest'ultima la classe sociale che aveva gestito la rivoluzione borghese in Occidente. Vedeva perciò la società russa governata da un'autocrazia militare sostenuta dal capitale internazionale, cui si stava affiancando una borghesia imprenditoriale in ascesa, priva di una vera base sociale.
Di particolare importanza fu la Premessa alla brochure di Trockij "Dopo il 9 gennaio 1905" per il ruolo che ebbe nell'elaborazione della teoria della rivoluzione permanente. Parvus, infatti, teorizzò che il passaggio dall'abbattimento dell'assolutismo zarista alla rivoluzione socialista dovesse avvenire senza un periodo intermedio di governo borghese. Non perché ritenesse i tempi maturi per un'immediata affermazione del socialismo,
ma perché riteneva che la socialdemocrazia per non perdere la fiducia degli operai dovesse puntare a fondare una repubblica democratica (la cosiddetta "democrazia operaia"), da cui avrebbe potuto in seguito svilupparsi una rivoluzione sociale. Durante la rivoluzione contro l'autocrazia zarista, ed anche nella fase successiva, si potevano coinvolgere gli ambienti liberali e democratici, ma Parvus raccomandava di tenere costoro sotto controllo.
Benché Parvus avesse previsto grandi eventi storici, egli rifiutava quella che chiamava la "concezione fatalista" di certo marxismo ortodosso: l'idea, cioè, che i rapporti di classe determinino automaticamente la storia, e in particolare le rivoluzioni. In tal caso, infatti, basterebbe aspettare la rivoluzione come si aspetta un fenomeno astronomico. Invece il rivoluzionario russo-tedesco sottolineava l'importanza della lotta politica e della conquista dello stato da parte dei socialdemocratici. 
Nell'articolo Die Aufgaben der Sozialdemokratie Russlands ("I compiti della socialdemocrazia russa"), apparso nel dicembre 1905 sulla Neue Zeit, Parvus innanzitutto approfondì l'analisi della teoria della rivoluzione permanente, precisando che la fase della "democrazia operaia" avrebbe realizzato il programma della borghesia radicale (libertà civili, suffragio universale) ma non era ancora la dittatura del proletariato. Con riferimento alla situazione russa, il pensatore marxista individuava la causa dell'impossibilità di un governo borghese nel fatto che la borghesia non fosse in grado di risolvere la questione contadina; perciò diventava compito degli operai dare un destino ai contadini. In proposito Parvus era ben conscio del fatto che i contadini rivendicavano la proprietà della terra, e d'altra parte riteneva che la distribuzione della terra ai contadini rappresentasse un ritorno a forme arcaiche di rapporti economici: perciò gli operai dovevano incanalare i contadini verso il socialismo.
In un articolo del novembre 1905 Gel'fand espose l'idea che la rivoluzione russa fosse sì l'effetto delle contraddizioni del capitalismo, ma che essa potesse anche divenire causa di ulteriori contraddizioni nello stesso sistema. Parvus prevedeva infatti che la rivoluzione in Russia non si sarebbe esaurita nell'ambito nazionale, ma che avrebbe trascinato altri popoli e avrebbe colpito le fondamenta del sistema capitalistico.
Nell'articolo Die gegenwärtige politische Lage Russlands und die Aussichten für die Zukunft ("La situazione politica attuale in Russia e le prospettive per il futuro"), apparso nell'aprile 1906 sulla Neue Zeit il rivoluzionario russo-tedesco esaminava l'esperienza dei soviet e apprezzava il fatto che essi rappresentassero la prima forma di organizzazione rivolta a combattere il governo che non agisse solo in senso distruttivo, ma anche costruttivo. Sottolineava in particolare come il soviet di San Pietroburgo avesse stretto rapporti con le altre organizzazioni cittadine, creando una sorta di partito di massa. Concludeva affermando che il soviet avrebbe potuto costituire il nucleo di un nuovo tipo di stato.
Per quanto riguardava il dibattito interno fra le correnti del POSDR, e in particolare fra i menscevichi e i bolscevichi, la posizione di Parvus nel periodo intorno al 1905 era vicina a quella di Trockij e di Rosa Luxemburg. 
Criticava i menscevichi perché, dopo che il proletariato avesse fatto la rivoluzione, essi erano disposti a lasciare il potere ai borghesi in ossequio al "fatalismo" storico del marxismo ortodosso, che prevedeva che prima avesse luogo una rivoluzione borghese.
Ma criticava anche Lenin e il suo "opportunismo rovesciato", che si fondava sulla tesi leniniana secondo cui il proletariato lasciato a sé stesso non avrebbe fatto la rivoluzione, ma si sarebbe accontentato di fare del sindacalismo. Lenin ne traeva la conclusione che per fare la rivoluzione fosse necessario il partito di rivoluzionari professionisti. Per Parvus questi professionisti, manipolando le masse in senso rivoluzionario, trasformavano il socialismo in ideologia.
La posizione di Parvus era autonoma: credeva nell'azione spontanea delle masse (come facevano anche Trockij e la Luxemburg), ma sottolineava anche la necessità che questa fosse guidata da una direzione politica.